# 孫大霖
孫大霖（1519年—？），字汝濟，號雙湖，浙江紹興府餘姚縣（今浙江余姚市）人，明朝政治人物。

## 生平
嘉靖三十四年（1555年）乙卯科浙江鄉試第十六名舉人，三十五年（1556年）聯捷丙辰科会试二百七十四名，廷试三甲十二名進士。大理寺观政，授保定府推官，三十八年升刑部河南司主事，四十五年升江西司员外郎、山西司郎中。

## 家族
曾祖孫萱，壽官。祖父孫綸；父孫友文，贈刑部主事、加郎中。母許氏，贈安人、加宜人。兄大實、大用、大川、憲（生员）、弟大阜（生员）、大观（生员）。